# Tavriiske, Berîslav
Tavriiske (în ucraineană Таврійське) este un sat în comuna Vîsoke din raionul Berîslav, regiunea Herson, Ucraina.

## Demografie
Componența lingvistică a localității Tavriiske
     Ucraineană (90,63%)
     Rusă (8,33%)
     Română (1,04%)
Conform recensământului din 2001, majoritatea populației localității Tavriiske era vorbitoare de ucraineană (90,63%), existând în minoritate și vorbitori de rusă (8,33%) și română (1,04%).